# 23904 Amytang
23904 Amytang este un asteroid din centura principală de asteroizi.

## Descriere
23904 Amytang este un asteroid din centura principală de asteroizi. A fost descoperit pe 21 septembrie 1998 la Socorro, New Mexico, în cadrul proiectului LINEAR. Asteroidul prezintă o orbită caracterizată de o semiaxă mare de 2,57 ua, o excentricitate de 0,14 și o înclinație de 8,6° în raport cu ecliptica.